# Eucalyptus conglomerata
Eucalyptus conglomerata ist eine Pflanzenart innerhalb der Familie der Myrtengewächse (Myrtaceae). Sie kommt nur in Australien an der Küste des südöstlichen Queensland, zwischen Brisbane und Maryborough, vor und wird dort „Swamp Stringybark“ genannt.

## Beschreibung

### Erscheinungsbild und Blatt
Eucalyptus conglomerata wächst als Baum oder  wächst in der Wuchsform der Mallee-Eukalypten, dies ist eine Wuchsform, die mehr strauchförmig als baumförmig ist, es sind meist mehrere Stämme vorhanden, die einen Lignotuber ausbilden; es werden Wuchshöhen bis zu 12 Meter erreicht. Die Borke verbleibt am gesamten Baum, ist grau bis rotbraun oder grau-braun und fasrig. An Zweigen mit bis zu 2 Zentimeter Durchmesser ist die Rinde glatt und weiß. Öldrüsen gibt es sowohl im Mark als auch in der Borke.
Bei Eucalyptus conglomerata liegt Heterophyllie vor. An mittelalten Exemplaren sind die gestielten Laubblätter breit-lanzettlich bis eiförmig, gerade, ganzrandig und glänzend grün. Die auf Ober- und Unterseite gleichfarbigen matt grünen Laubblätter an erwachsenen Exemplaren sind bei einer Breite von 1,3 bis 3,0 Zentimeter lanzettlich oder breit-lanzettlich, relativ dick, gerade, schief und besitzen ein spitzes oder stumpfes oberes Ende. Die kaum erkennbaren Seitennerven gehen in einem spitzen oder sehr spitzen Winkel vom Mittelnerv ab. Die Keimblätter (Kotyledone) sind nierenförmig.

### Blütenstand und Blüte
An einem bei einer Breite von bis zu 3 Millimeter im Querschnitt schmal abgeflachten oder kantigen Blütenstandsschaft stehen in einem einfachen Blütenstand mehr als 11, 13 bis 20 Blüten zusammen. Die nicht gestielten, nicht blaugrün bemehlten oder bereiften Blütenknospen sind bei einer Länge von 5 bis 8 Millimeter zylindrisch, spindel- oder eiförmig,. Die Kelchblätter bilden eine Calyptra, die bis zur Blüte (Anthese) vorhanden bleibt. Die glatte Calyptra ist konisch, doppelt so lang wie der glatte Blütenbecher (Hypanthium) und so breit wie dieser. Die Blüten sind weiß oder cremeweiß.

### Frucht
Die Frucht ist bei einer Länge von 3,5 bis 6,0 Millimeter kugelig, ei- oder becherförmig und dreifächerig. Der Diskus ist eingedrückt und die Fruchtfächer sind eingeschlossen.

## Vorkommen und Gefährdung
Das natürliche Verbreitungsgebiet von Eucalyptus conglomerata ist die Ostküste von Queensland bei Gympie, zwischen Brisbane und Maryborough.
Eucalyptus conglomerata wächst im lichten Wald oder Heideland auf tiefen sandigen, sauren Böden, die schlecht entwässert und jahreszeitlich vernässten sind.
Eucalyptus conglomerata ist seit 1992 von der australischen Regierung als „endangered“ = „stark gefährdet“ eingestuft. Es sind nur etwa 1100 Exemplare (Stand 1995) an 10 Standorten und 22 Populationen zwischen Kin Kin und Beerwah im südlichen Queensland bekannt, von denen etwa ein Drittel auf Privatgrund liegt. Insbesondere dort ist die Art durch Abholzung zur Gewinnung landwirtschaftlich nutzbarer Flächen vom Aussterben bedroht. Auch die Ausdehnung bestehender Siedlungen und der Straßenbau bedrohen die Bestände.

## Taxonomie
Die Erstbeschreibung von Eucalyptus conglomerata erfolgte 1929 durch Joseph Maiden und William Blakely in A Critical Revision of the Genus Eucalyptus, Volume 8, 1, S. 5, Tafel 288 (6–8). Das Typusmaterial weist die Beschriftung „Sandy country on edge of peat swamps, Beerwah, Southern Queensland (W. D. Francis and C. T. White, No. 24 September, 1919. The type.“ auf.